# ヴェストフォル県

ヴェストフォル県
Vestfold fylke

測地系: 北緯59度21分0秒 東経10度7分12秒 / 北緯59.35000度 東経10.12000度座標: 北緯59度21分0秒 東経10度7分12秒 / 北緯59.35000度 東経10.12000度

ヴェストフォル県（ヴェストフォルけん、Vestfold [ˈvɛstˈfɔl] ( 音声ファイル)）は、ノルウェーの県。県都はトンスベルグ。オスロの南西部に位置し、アーケシュフース県とブスケルー県とテレマルク県に接する。その名前（西・湾）のとおり、オスロ・フィヨルドの西に面しており、オスロ・フィヨルドを挟んでエストフォル県とも接する。面積は2,168 km2、人口は253,555人（2023年）で、人口密度は117人/km2。面積は県の中ではオスロ（県と市を兼ねる）に次いで小さい。
低地が多く、ノルウェーの中でもっとも農業に適した地域の1つである。冬は3か月続き、5月から9月までは心地よい気候となる。7月の平均気温は17℃である。
この県は海運業で知られる。以前は捕鯨の基地が置かれていたが、現在は海岸の町は漁業や造船に従事している。内陸では製材業も行われている。

## 歴史
船葬墓を含む9世紀ごろの古墳群がある。初代ノルウェー王ハーラル1世の出身地と伝えられ、外国産の副葬品が多い。
1821年、ヤールスバーグ郡とラルビク郡が合併しヤールスバーグ・オ・ラルビク県が発足した。1919年1月1日、ヤールスバーグ・オ・ラルビク県はヴェストフォル県に改編された。
2020年1月1日、ヴェストフォル県の7自治体はテレマルク県と合併しヴェストフォル・オ・テレマルク県となった。県北東部のSvelvikはヴィーケン県ドランメンに編入された。2024年1月1日にヴェストフォル・オ・テレマルク県の合併は解消され、ヴェストフォル県が再度発足した。

## 基礎自治体

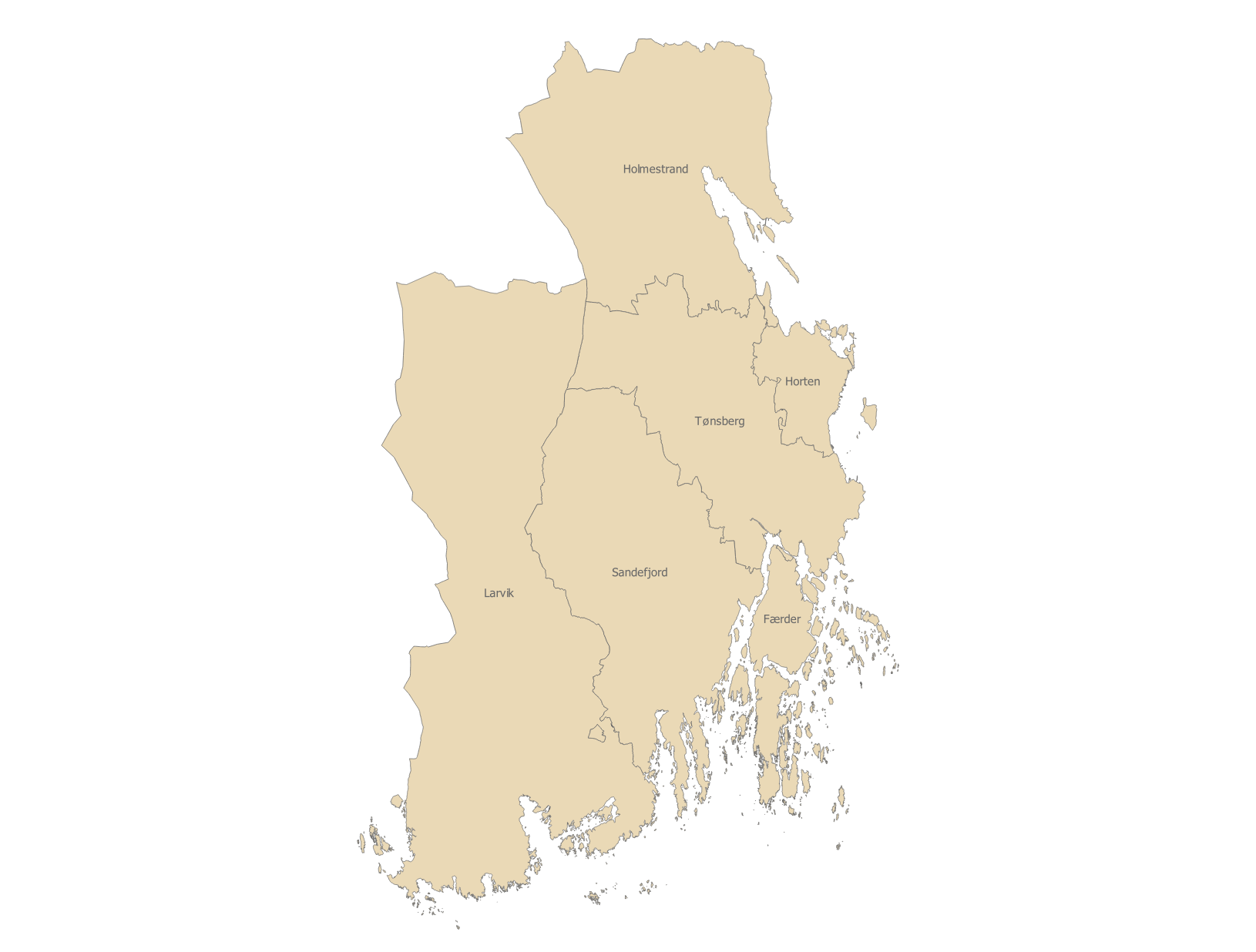
ヴェストフォル県の基礎自治体

6基礎自治体（Kommune）が所属している。自治体の数は県の中で最も少ない。このうち3市がブークモールを公用語と定めている。ニーノシュクを公用語とする自治体は無い。
| 自治体 コード | 紋章 | 自治体名         | ノルウェー語名 | 人口 (2023年) | 総面積 (km2) | 採用筆記法   |
| ------------- | ---- | ---------------- | -------------- | ------------- | ------------ | ------------ |
| 3901          |      | ホルテン         | Horten         | 27,682        | 70.95        | ブークモール |
| 3903          |      | ホルメストラン   | Holmestrand    | 26,206        | 432.35       | ブークモール |
| 3905          |      | トンスベルグ     | Tønsberg       | 58,561        | 329.26       | ニュートラル |
| 3907          |      | サンデフィヨルド | Sandefjord     | 65,574        | 422.26       | ブークモール |
| 3909          |      | ラルヴィク       | Larvik         | 48,246        | 812.88       | ニュートラル |
| 3911          |      | Færder           | Færder         | 27,286        | 99.95        | ニュートラル |